# Елизабет Датска (1573–1626)
Елизабет Датска (на немски: Elisabeth von Dänemark; на датски: Elisabeth af Danmark; * 25 август 1573, Колдинг, Дания; † 19 юни 1626, Брауншвайг) от Дом Олденбург, е принцеса от Дания и чрез женитба от 1590 до 1613 г. херцогиня на Брауншвайг-Люнебург и княгиня на Брауншвайг-Волфенбютел.

## Живот
Тя е най-възрастната дъщеря, първото дете на крал Фридрих II от Дания († 1588) и съпругата му херцогиня София фон Мекленбург († 1631), дъщеря на херцог Улрих III и принцеса Елизабет Датска. Сестра е на Кристиан IV (1577 – 1648), крал на Дания (1588 – 1648), и на Анна Датска (1574 – 1619), омъжена през 1589 г. за крал Джеймс I от Англия, Шотландия и Ирландия (1566 – 1625).
Елизабет се омъжва през 1590 г. в Копенхаген за херцог и княз Хайнрих Юлий фон Брауншвайг-Волфенбютел (* 15 октомври 1564; † 20 юли 1613). Тя е втората му съпруга.
Елизабет умира на 52-годишна възраст. Погребана е във Волфенбютел.

## Деца
Елизабет и Хайнрих Юлий имат децата:
- Фридрих Улрих (1591 – 1634), херцог на Брауншвайг-Волфенбютел

∞ 1614 принцеса Анна София фон Бранденбург (1598 – 1659)
- София Хедвиг (1592 – 1642)

∞ 1607 княз Ернст Казимир от Насау-Диц (1573 – 1632)
- Елизабет (1593 – 1650)

∞ 1. 1612 херцог Август от Саксония (1589 – 1615)
∞ 2. 1618 херцог Йохан Филип от Саксония-Алтенбург (1597 – 1639)
- Хедвиг (1595 – 1650)

∞ 1619 херцог Улрих от Померания (1589 – 1622)
- Доротея (1596 – 1643)

∞ 1615 маркграф Христиан Вилхелм фон Бранденбург (1587 – 1665)
- Хайнрих Юлий (1597 – 1606)
- Христиан (1599 – 1626), епископ на Халберщат
- Рудолф (1602 – 1616), епископ на Халберщат
- Хайнрих Карл (1609 – 1615), епископ на Халберщат
- Анна Августа (1612 – 1673)

∞ 1638 граф Георг Лудвиг фон Насау-Диленбург (1618 – 1656)